# Llac dels Quatre Cantons
El Llac dels Quatre Cantons (en francès lac des Quatre Cantons, en alemany Vierwaldstättersee, en italià Lago dei Quattro Cantoni o Lago di Lucerna, en romanx Lag Lucerna), és un llac de tipus fiord de Suïssa central. Fa 38 km de llargària, des de l'embocadura fins a la sortida al riu Reuss. Està situat a 343 m sobre el nivell del mar, ocupa una superfície de 114 km²i té una profunditat de 214 metres.

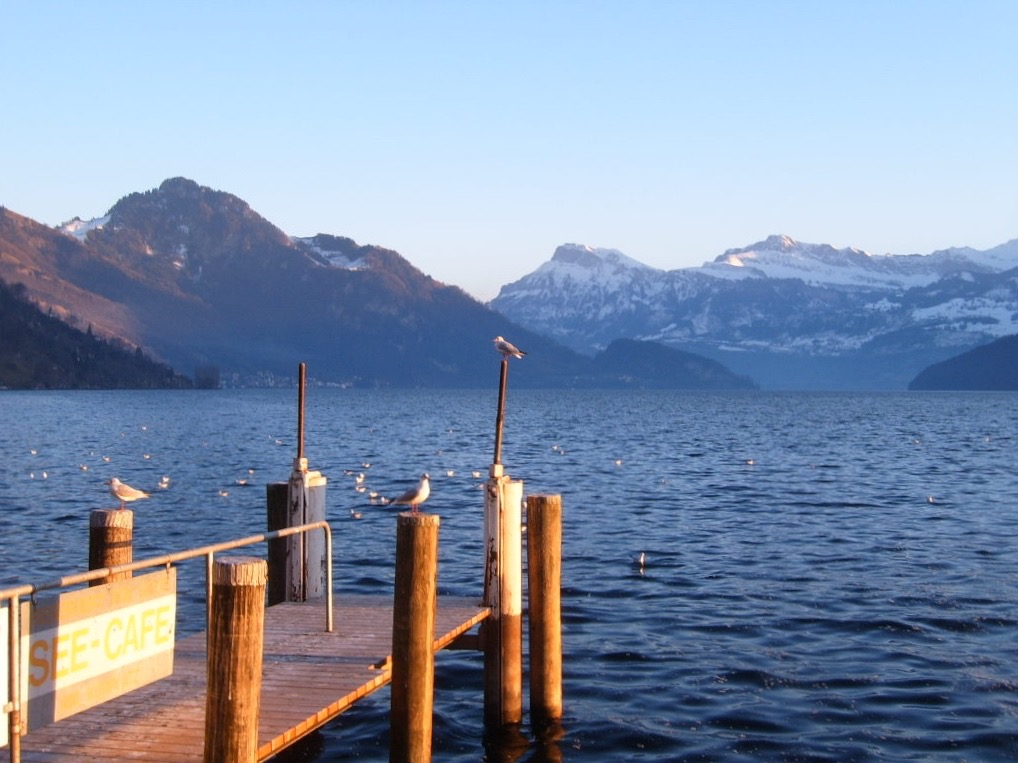
Embarcador a Weggis

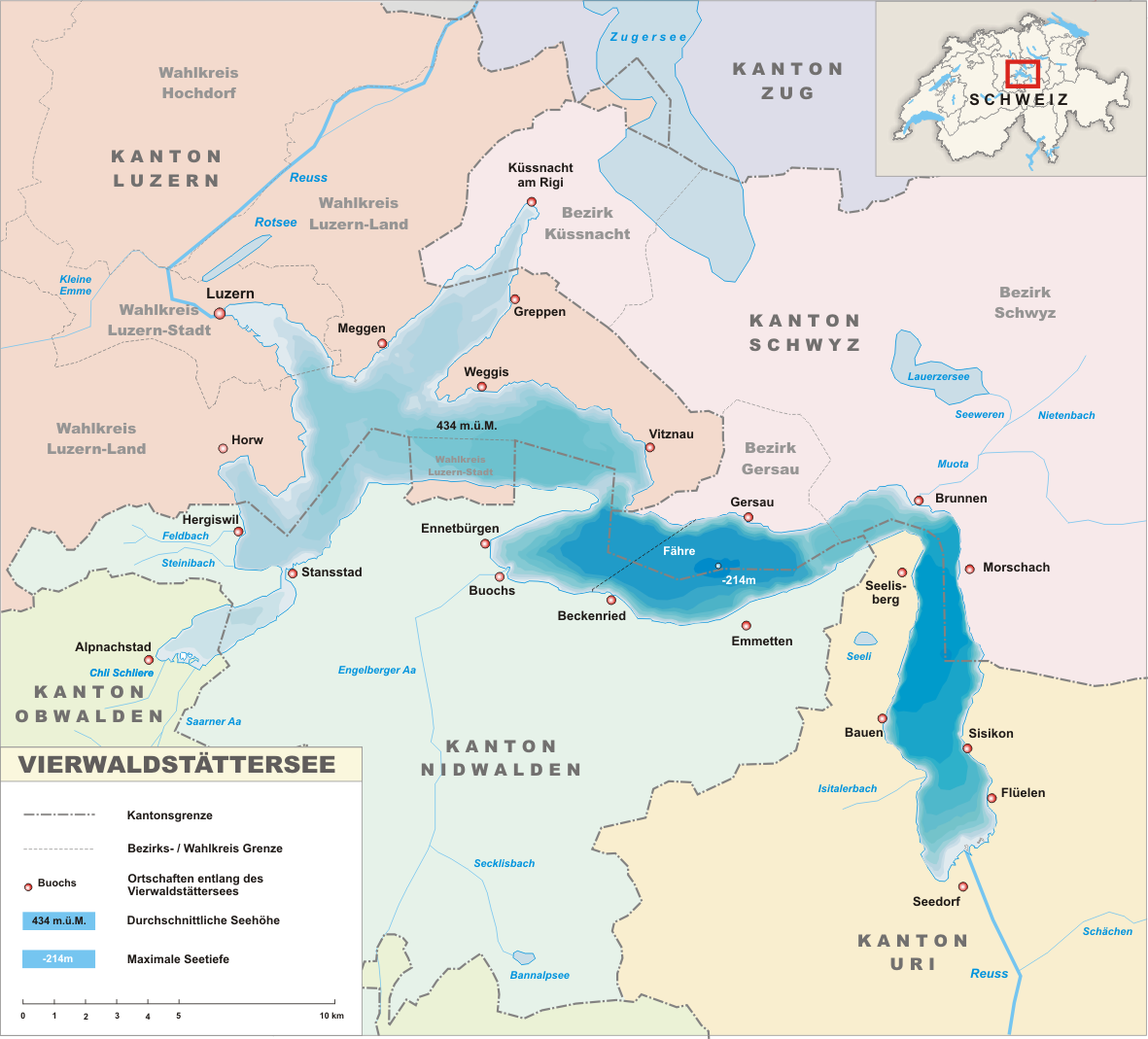
Mapa del llac dels Quatre Cantons

El seu nom prové de l'expressió alemanya Waldstätten, que designa els tres cantons primitius de Suïssa (Uri, Schwyz i Unterwalden), units pel cantó de Lucerna. Abans del segle xvi el llac s'anomenava Llac de Lucerna.